# راجستان

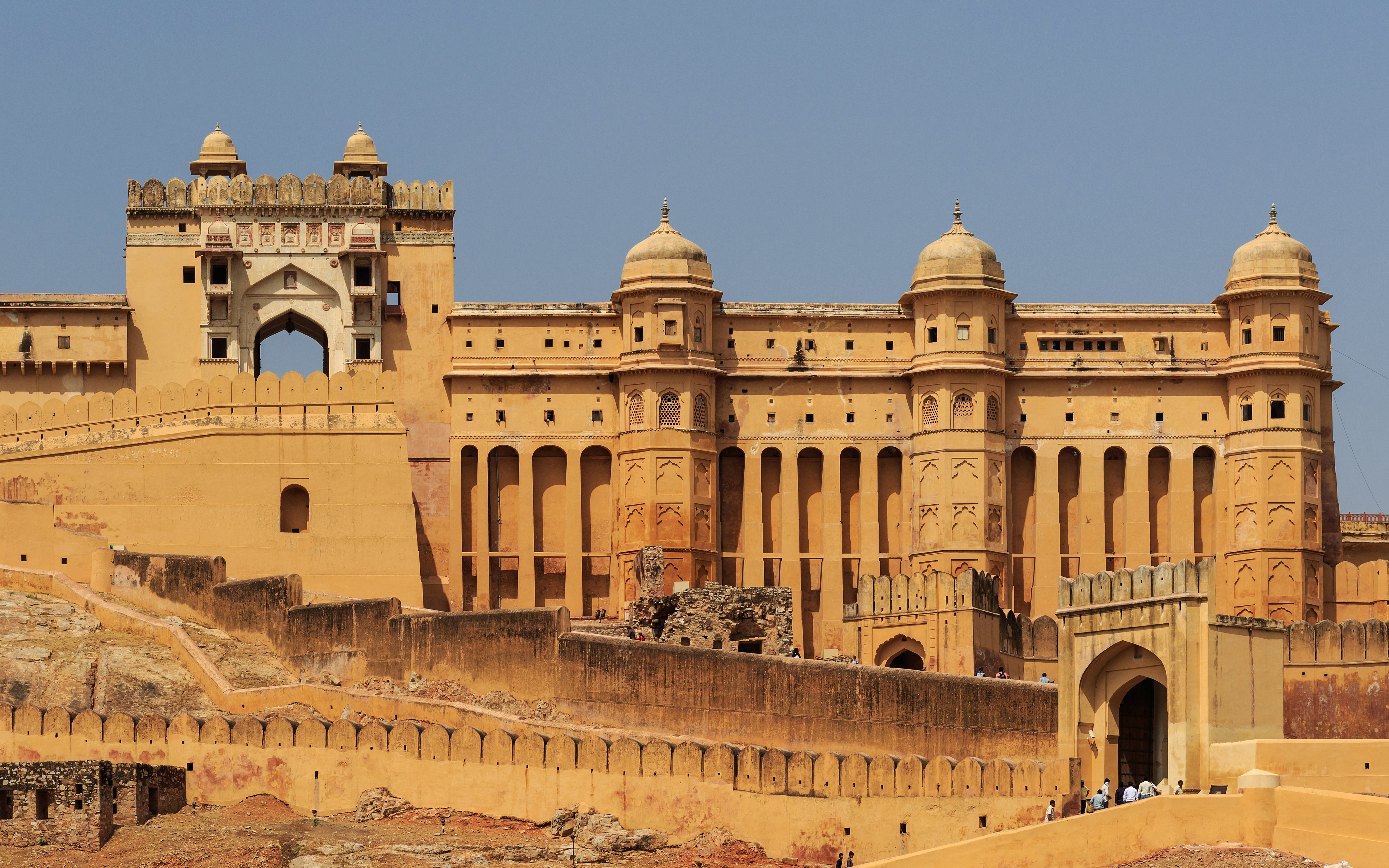
دژ عامر، کاخ و قلعه‌ای در راجستان، هند است. ورودی اصلی دژ عامر، «دروازهٔ خورشید» نام دارد که به «جالبی چوک»، اولین حیاط اصلی منتهی می‌شود. این دژ از اماکن مهم گردشگری راجستان و جزء میراث جهانی یونسکو در هند است.

راجستان (به هندی: राजस्थान) بزرگ‌ترین ایالت هندوستان است که به عنوان سرزمین پادشاهان شناخته شده و در گذشته راجپوتانا خوانده می‌شد.
ایالت راجستان در شمال غربی هند واقع شده‌است. در غرب آن پاکستان، در جنوب غربی آن گجرات، در جنوب شرقی آن مادیا پرادش، در شمال شرقی آن اوتار پرادش و هاریانا و در شمال آن پنجاب قرار دارد.
مساحت راجستان ۳۴۲٬۲۳۹ کیلومتر مربع و مرکز آن شهر جایپور است. بیابان تار گسترهٔ پهناوری از این ایالت را پوشانده‌است.
منطقه راجستان از ۲۵۰۰ سال پیش از میلاد و پیش از آن مسکونی بوده‌است.

## تاریخچه
قبایل بهیل و مینا را نخستین ساکنان این منطقه می‌دانند.
ترک‌ها و پشتون ها نیز بعدها به منطقه آمدند و با مردمان آن آمیختند.
راجستان در قدیم به نام راجپوتانا هم نامیده می‌شد که به کاست راجپوت‌ها اشاره داشت. افراد این کاست از سده ششم میلادی در این محل بر حکمرانان محلی فرمانروایی داشتند. گورکانیان مسلمان از سده شانزدهم از محدوده افغانستان امروزی وارد راجستان شده و با وجود مقاومت راجپوت‌ها بخش‌هایی از این سرزمین را تصرف کردند. گورکانیان در حدود میانه‌های سده هفدهم فرمانروایی بیشتر بخش‌های هندونشین هندوستان را در دست گرفتند.
پس از فروپاشی امپراتوری گورکانی در جریان سده هجدهم میلادی مهاراجه‌های راجستان در برابر فشارهای پادشاهان همسایه خود یعنی ماراتی‌ها و پینداری‌ها مقاومت کردند. آنها سپس برای مقاومت خود از انگلیسی‌ها کمک خواستند و انگلیسی‌ها پذیرفتند در برابر کسب برخی منافع تجاری از آن‌ها حمایت کنند. با این روند، پادشاهی‌های محلی راجستان از اواخر سده نوزدهم تبدیل به ولایت‌های استعماری هند بریتانیا شدند، هرچند این پادشاهی‌ها از خودمختاری زیادی برخوردار بودند.
از زمان استقلال هند در سال ۱۹۴۷ پادشاهی‌های کوچک راجستان در جمهوری هند ادغام شدند و مهاراجه‌ها دیگر دارای هیچ مقام رسمی نیستند. راجستان در سال ۱۹۴۹ رسماً به عنوان یکی از ایالت‌های هند به رسمیت شناخته شد و شکل امروزی خود را در سال ۱۹۵۶ پیدا کرد.